# Крудели, Тициано
Тициано Крудели (итал. Tiziano Crudeli; итальянское произношение: [titˈtsjaːno kruˈdɛːli]; род. 24 июня 1943, Форли) — итальянский спортивный журналист, ведущий спортивных программ «Diretta stadio» и «Processo di Biscardi» на телеканале Gold 7; телекомментатор, известный в мире благодаря своим экспрессивным репортажам. Один из самых известных болельщиков футбольного клуба «Милан»: комментирует все его матчи.

## Биография

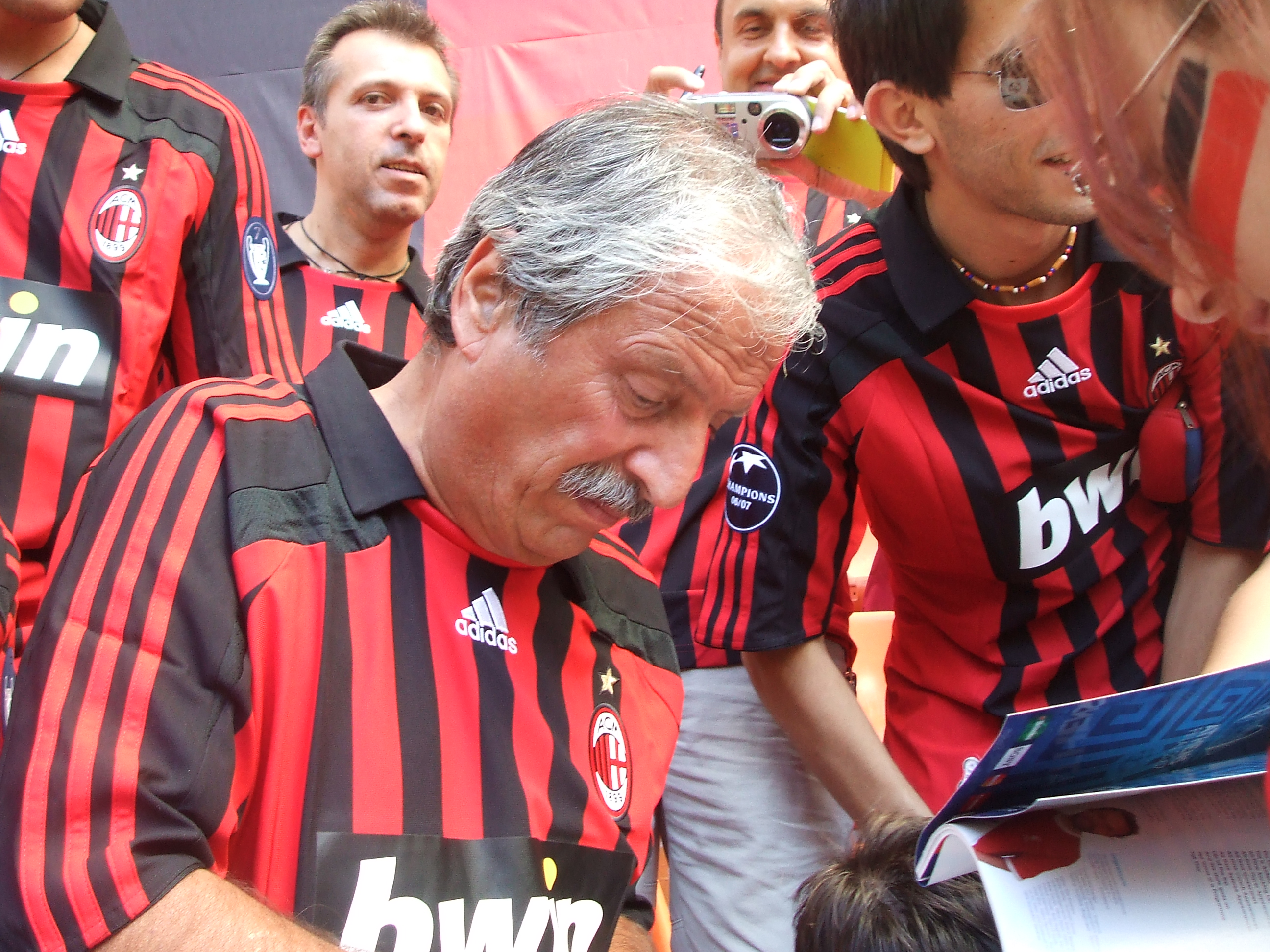

Уроженец Форли. В детстве занялся футболом по совету старшего брата. Выступал на любительском уровне за команду «Форли» (там он играл вместе с Сандро Кьотти), три года провёл в молодёжном составе «Милана». В возрасте 12 лет осел в Милане после смерти родителей.
До 30 лет Крудели работал продавцом. Позднее устроился работать секретарём в Миланском отделении Федерации тенниса Италии, став вскоре пресс-секретарём организации. Теледебют Тициано состоялся на телеканалах TVCI и Globo TV, где он комментировал матчи по теннису. Вскоре Крудели переключился на футбол, комментируя встречи сначала на радиостанции Radio Peter Flowers, позднее появился на телеканалах Telereporter и Antenna 3. Первый футбольный матч, который он комментировал — встреча «Милана» и «Пескары» в 1987 году (победа «россонери» 2:0).
Крудели продолжил свою карьеру в печатных изданиях «La Notte» и «Tuttosport», после чего устроился работать телекомментатором на телеканале «Telelombardia» в передаче «Qui Studio a Voi Stadio». С 2002 по 2006 годы его коллегой был Элио Корно, фанат «Интернационале», с которым они работали до декабря 2006 года. В настоящий момент Крудели работает на телеканале 7 Gold, ведёт колонку в журнале «Forza Milan».
Крудели также работает на других телеканалах Милана, является сотрудником пресс-службы клуба «Милан», редактором издания «Sprint&Sport Lombardia». В 2011 году стал лицом английской компании Ladbrokes. Является автором двух книг: «Милан Крудели» и «Паоло Мальдини».